# Ivan Šusteršič
Ivan Šušteršič o Šusteršič (Ribnica, 29 maggio 1863 – Lubiana, 7 ottobre 1925) è stato un politico e avvocato austro-ungarico, di etnia slovena. A lungo membro del Consiglio Imperiale Austriaco e leader del Partito Popolare Sloveno.

## Biografia

### I primi anni
Quarto dei sei figli (un fratello era il contrammiraglio Alois Schusterschitz che partecipò alla guerra dei Boxer), Ivan Šušteršič frequentò prima il liceo di Kranj (1873-75), poi liceo statale di Lubiana (1875-81), quindi studiò legge all'Università di Vienna dal 1881 al 1885 laureandosi a Graz nel 1889.

### La politica
Nel 1890, Šusteršič co-fondò la Società politica cattolica (Katoliško politično društvo) e il 1º ottobre 1896 fu eletto in un'elezione suppletiva nell'VIII legislatura nella Camera dei rappresentanti d'Austria del Reichsrat viennese per il Partito Nazionale Cattolico (Katoliška narodna stranka), per essere rieletto l'anno seguente nelle elezioni regolari, ma rinunciando nel 1898.
Tra il 1900 e il 1918 fu nuovamente eletto nel Reichsrat viennese e dal 1901 anche nella Dieta carniolana. Nel gennaio 1912, Francesco Giuseppe I, imperatore d'Austria nominò Šušteršič Landeshauptmann (Governatore della Carniola), carica che mantenne fino al 25 ottobre 1918.

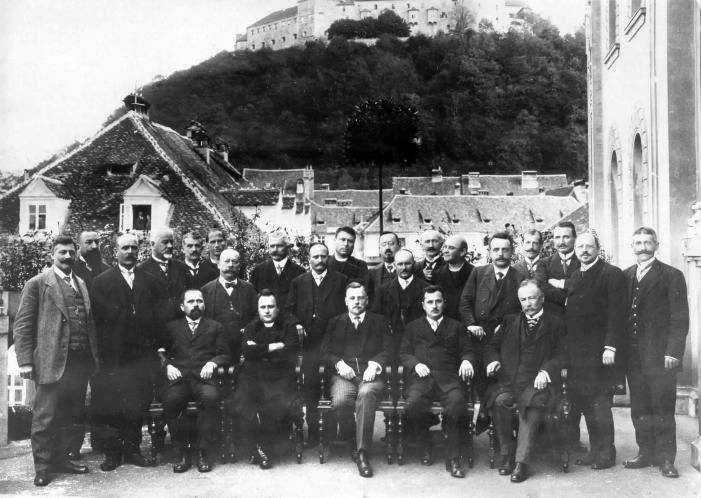
I deputati del Ducato di Carniola del Partito Popolare Sloveno eletti nel 1910. Al centro Ivan Šusteršič

Nell'ottobre 1902, dopo l'elezione alla Dieta della Carniola, Šušteršič divenne capo della Società politica cattolica insieme a Janez Evangelist Krek e Evgen Lampe.
Nel 1905 la Società politica cattolica cambiò il suo nome in Partito Popolare Sloveno (Slovenska ljudska stranka). Nel 1909, la convenzione del partito votò a favore dell'unificazione di ciascuna delle organizzazioni politiche regionali nel Partito popolare sloveno; Šušteršič mantenne la sua posizione di leader.
Dopo la Crisi bosniaca culminata nel 1908 con l'annessione della Bosnia ed Erzegovina da parte dell'Impero austro-ungarico, per Šušteršič era necessaria una riforma trialista della Monarchia asburgica, con la creazione di una forte entità jugoslava da affiancare con uguale status all'Austria e all'Ungheria e ripose le speranze nell'arciduca Francesco Ferdinando d'Austria-Este, per una riforma dell'impero in questo senso.
Dopo le rivolte anti-serbe a Sarajevo del 28-29 giugno 1914 seguite all'omicidio dell'arciduca Francesco Ferdinando, Šušteršič invocò la repressione contro i serbi. Lo scoppio della prima guerra mondiale creò contrasti all'interno del Partito popolare sloveno che portò ad una spaccatura tra i leader Janez Evangelist Krek e Anton Korošec divenuti fautori di una Jugoslavia completamente indipendente, e Šusteršič rimasto filo-asburgico.
Dopo la morte dell'imperatore Francesco Giuseppe I nel novembre 1916, Anton Korošec con la Dichiarazione di maggio, chiese l'unificazione di tutti gli sloveni, croati e serbi in uno Stato autonomo sotto gli Asburgo, fondato sul diritto storico croato. La dichiarazione ebbe il sostegno del Principe vescovo di Lubiana Anton Jeglič, ma Vienna si rifiutò di considerare gli sloveni come parte della "questione slava meridionale". Secondo Šušteršič bisognava comunque risolvere la questione nazionale slovena in un modo che non richiedesse alla monarchia di dissolvere il dualismo, e considerava il programma della Dichiarazione di Maggio irraggiungibile, mentre Krek riteneva che l'unica soluzione fosse passare dall'eliminazione del sistema dualista e l'unificazione degli sloveni con gli slavi meridionali in una Jugoslavia indipendente. Il principe-vescovo Jeglič si schierò a favore di Krek e così Šušteršič il 17 novembre 1917 si dimise dal Partito Popolare Sloveno alla cui guida fu sostituito da Anton Korošec.

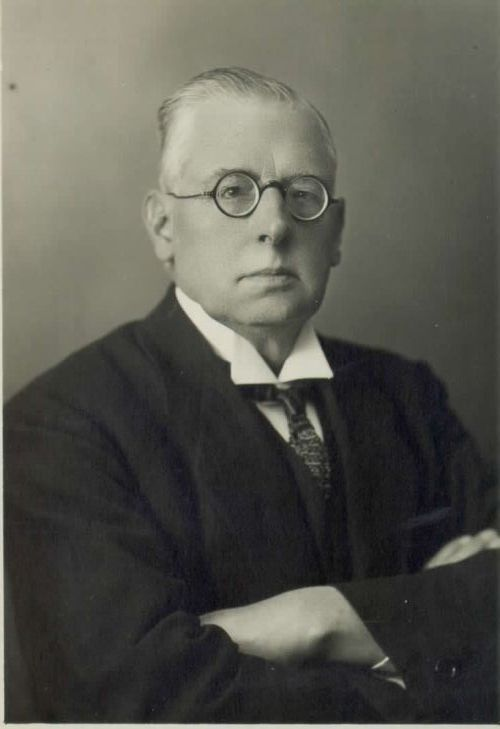
Ivan Šusteršič nel 1925

Šušteršič fondò il Partito Contadino Sloveno (Slovenska kmečka stranka) e la nuova rivista Resnica (La verità). Tuttavia, la sua mossa non riuscì a ottenere il sostegno delle principali personalità cattoliche che sostenevano invece la Dichiarazione di maggio.
Quando ormai l'Impero austro-ungarico si avviava alla sconfitta Šušteršič ritornò sulla Dichiarazione di maggio proponendo la costituzione dello stato jugoslavo sotto la monarchia asburgica.
Alla fine della guerra Šušteršič lasciò Lubiana e si trasferì in Svizzera per tornare nel 1922 fondando senza successo il Partito Popolare Nazionale. Šušteršič morì il 7 ottobre 1925 a Lubiana. Secondo lo storico Fran Šuklje Šušteršič morì dimenticato in patria nonostante che "i rappresentanti sloveni non avessero mai avuto tanta importanza a Vienna come quando erano guidati in ferrea disciplina dal maestro della tattica parlamentare"